# Rejon tukajewski
Rejon tukajewski (ros. Тукаевский райо́н, tatar. Тукай районы) – rejon w należącej do Rosji autonomicznej republice Tatarstanu.
Rejon leży w północno-wschodniej części kraju, jego ośrodkiem administracyjnym jest osiedle Nabierieżnyje Czełny. Według danych na rok 2020 rejon zamieszkiwało 42 511 osób, a gęstość zaludnienia wyniosła 24,59 os./km2. Ponad 68,2% populacji stanowią Tatarzy, 28,4% Rosjanie oraz 3,4% pozostałe narodowości.

## Geografia
Rejon tukajewski graniczy na północy z rejonami miendielejewski i agryskim, na zachodzie z jełabuskim i niżniekamskim, na południu z sarmanowskim oraz zaińskim, a na wschodzie z mienzielinskim.
Powierzchnia rejonu wynosi 1729 km2.

## Galeria

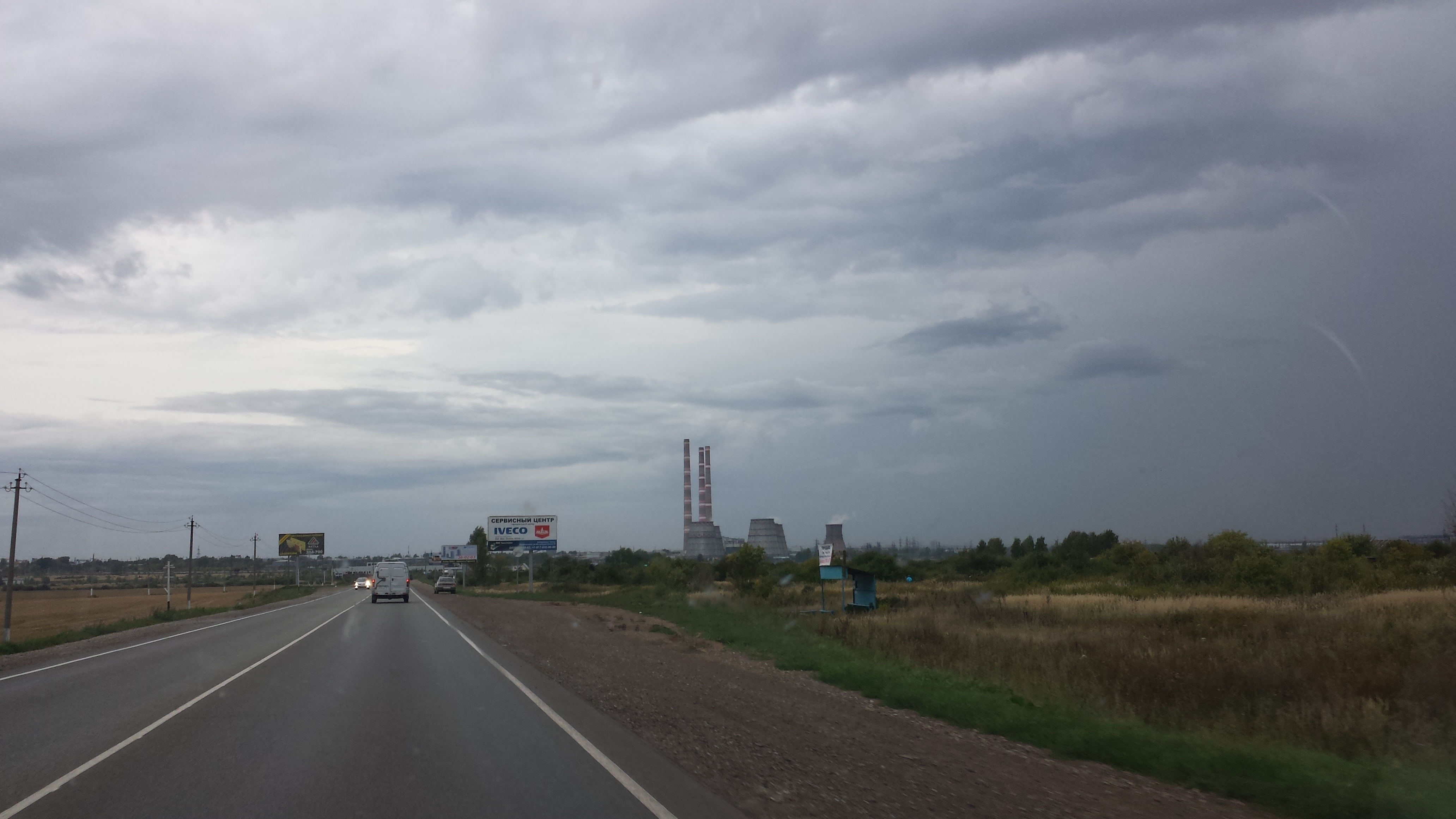
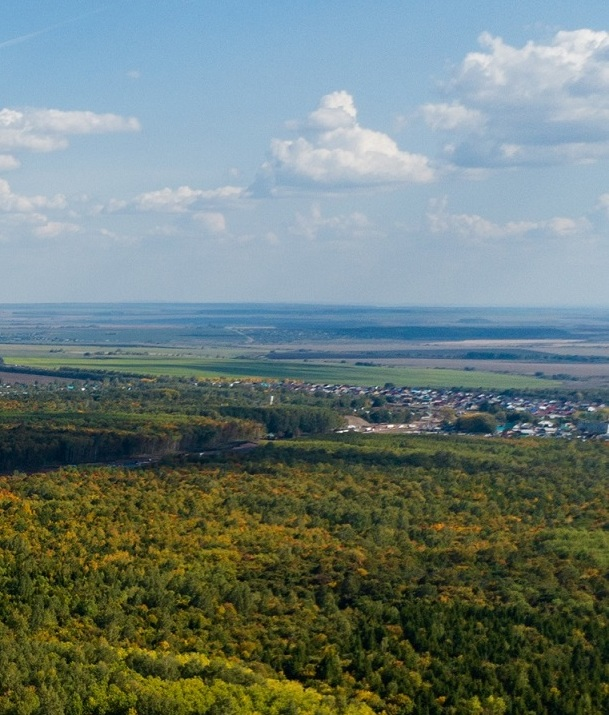
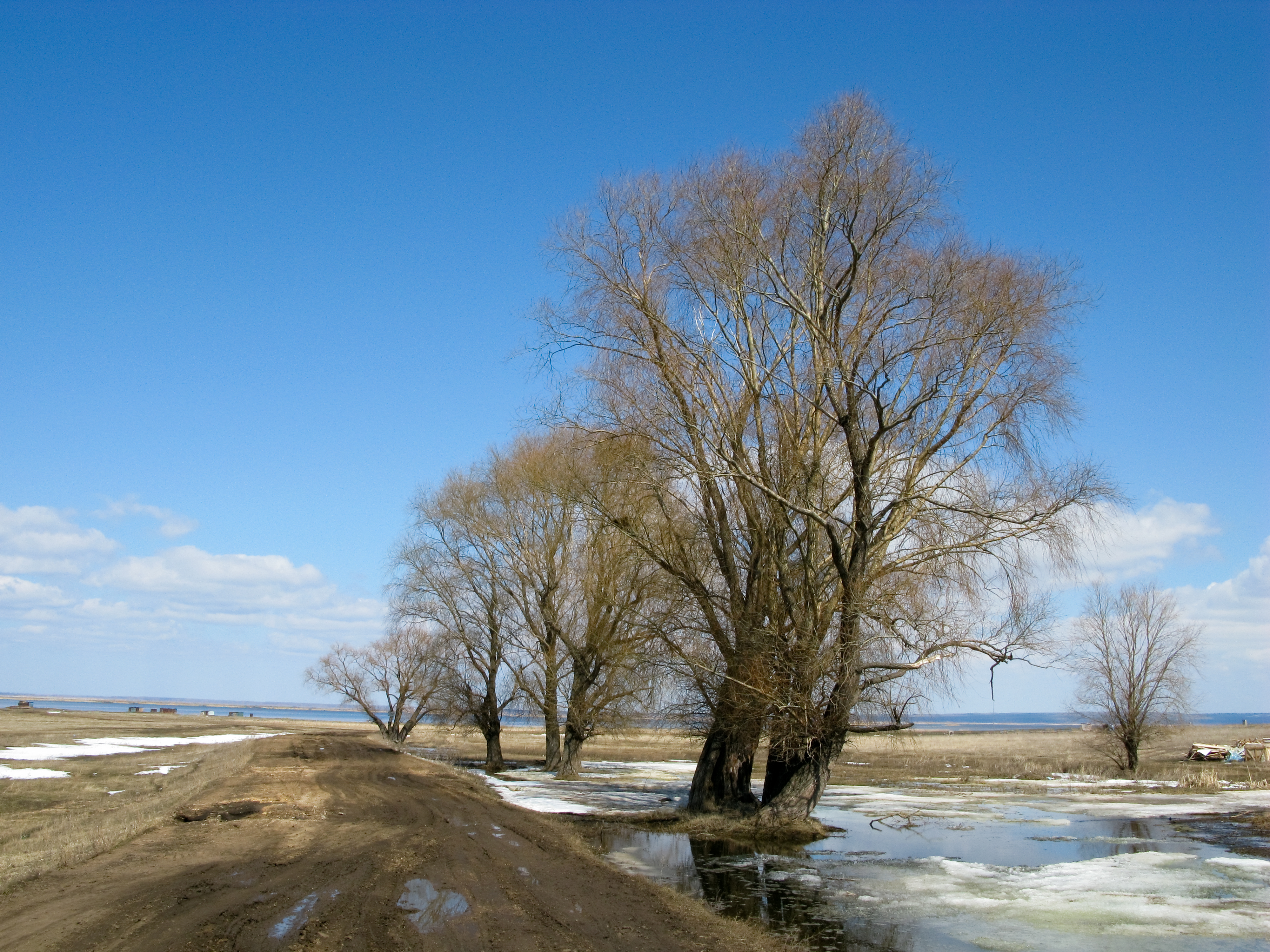
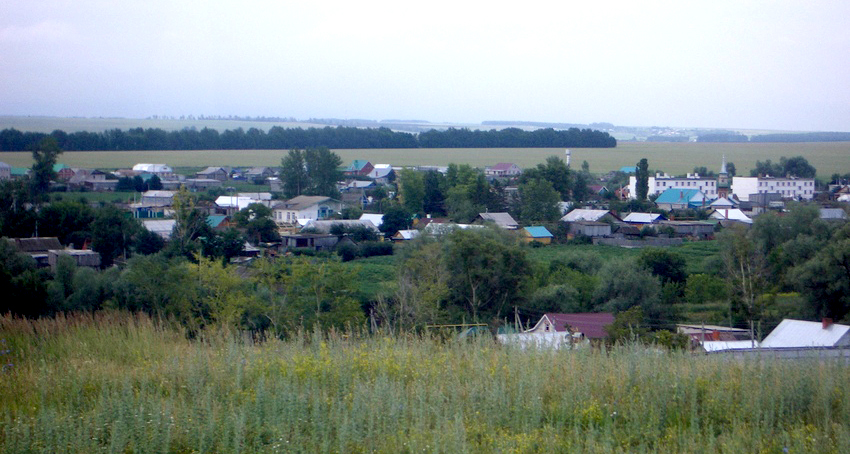